# NetWare Link-Services Protocol
NetWare Link-Services Protocol (NLSP) ist ein von Novell entwickeltes und von vielen Router-Herstellern unterstütztes Routing-Protokoll, das auf die besonderen Anforderungen von Weitverkehrsnetzen ausgelegt ist. NLSP ist die Implementierung eines Link-State-Protokolls für das Protokoll IPX und entspricht damit dem Routing-Protokoll OSPF für das Internetprotokoll. Router, die NLSP nutzen, tauschen ihre Routing-Tabellen nicht mehr periodisch, sondern nur bei Änderungen an der bestehenden Netzwerkstruktur aus.